# Bréma települései

A Bréma tartomány két városa

Városok Bréma Szabad Hanza-városban (Németország)
A  tartományban két önálló város található:
| Település   | Fő 2018-ban |
| ----------- | ----------- |
| Bréma       | 569.352     |
| Bremerhaven | 113.634     |

## Fordítás
Ez a szócikk részben vagy egészben a Liste der Stadtgemeinden in der Freien Hansestadt Bremen című német Wikipédia-szócikk fordításán alapul.  Az eredeti cikk szerkesztőit annak laptörténete sorolja fel. Ez a jelzés csupán a megfogalmazás eredetét és a szerzői jogokat jelzi, nem szolgál a cikkben szereplő információk forrásmegjelöléseként.